# Charles du Bouzet
Pour les articles homonymes, voir Bouzet.
Charles Philippe, marquis du Bouzet, né le 14 janvier 1817 dans l'ancien 2e arrondissement de Paris et mort le 14 mai 1883 dans le 8e arrondissement de Paris est un homme politique français.

## Biographie
Professeur de philosophie aux lycées d'Orléans, de Vendôme, puis au lycée d'Alger, il est forcé de démissionner pour s’en être pris à l’administration coloniale du maréchal Randon dans un journal de Blida. Il est journaliste au Temps avant de revenir en Algérie à la tête du quotidien d’opposition L'Indépendant à Constantine.
À l'avènement de la Troisième République, il est nommé préfet d’Oran en septembre 1870 grâce à son rôle de médiateur entre le gouverneur, le général Walsin-Esterhazy, et la population civile, qui lui était hostile.
Mais le général est finalement chassé d'Algérie et du Bouzet est nommé commissaire extraordinaire provisoire, ayant effectivement les pouvoirs de gouverneur, le 17 novembre 1870. Il est hostile au décret Crémieux,, qui attribue la citoyenneté française au juifs d'Algérie. Il rencontre l'opposition de la population et de l'administration algéroise, dans un climat politique insurrectionnel dans plusieurs communes de France. Du Bouzet déclare l'état de siège dans Alger (1er février 1871), mais les élections de février consacrent la municipalité de Romuald Vuillermoz.
Du Bouzet est rappelé par Adolphe Crémieux le 8 février 1871, remplacé par son ancien collègue à L’indépendant et successeur à la préfecture d'Oran, Alexis Lambert,.